# Рибље муве
Рибље или глибне муве (Megaloptera) је ред инсеката мрежастих крила, са богатом еволуционом историјом. Заједно са осталим инсектима мрежастих крила гради надред Neuropterida. Обухвата преко 300 савремених врста, сврстаних у две фамилије. Заједничка карактеристика представника овог рода је најпримитивнији начин потпуне метаморфозе међу инсектима.